# Doriopsilla
Doriopsilla es un género de moluscos nudibranquios de la familia Dendrodorididae.

## Especies
El Registro Mundial de Especies Marinas reconoce un total de 19 especies válidas en el género Doriopsilla:
- Doriopsilla albopunctata (J.G. Cooper, 1863)
- Doriopsilla areolata (Bergh, 1880)
- Doriopsilla aurea (Quoy & Gaimard, 1832)
- Doriopsilla bertschi Hoover, Lindsay, Goddard & Valdés, 2015
- Doriopsilla capensis Bergh, 1907
- Doriopsilla carneola (Angas, 1864)
- Doriopsilla davebehrensi Hoover, Lindsay, Goddard & Valdés, 2015
- Doriopsilla debruini Perrone, 2001
- Doriopsilla elitae Valdés & Hamann, 2008
- Doriopsilla espinosai Valdés & Ortea, 1998
- Doriopsilla fulva (MacFarland, 1905)
- Doriopsilla gemela Gosliner, Schaefer & Millen, 1999
- Doriopsilla janaina Marcus and Marcus, 1967
- Doriopsilla miniata (Alder and Hancock, 1864)
- Doriopsilla nigrocera Yonow, 2012
- Doriopsilla nigrolineata Meyer, 1977
- Doriopsilla pallida Bergh, 1902
- Doriopsilla peculiaris (Abraham, 1877)
- Doriopsilla pelseneeri Oliviera, 1895
- Doriopsialla pharpa Er. Marcus, 1961
- Doriopsilla rowena Er. Marcus & Ev. Marcus, 1967
- Doriopsilla spaldingi Valdes & Behrens, 1998
- Doriopsilla tishae Valdés & Hamann, 2008

Especies cuyo nombre ha dejado de ser aceptado por sinonimia:
- Doriopsilla ciminoi Ávila, Ballesteros & Ortea, 1992 aceptado como Doriopsilla areolata Bergh, 1880
- Doriopsilla evanae Ballesteros & Ortea, 1980 aceptado como Doriopsilla areolata Bergh, 1880
- Doriopsilla fedalae Pruvot-Fol. 1953 : aceptado como Doriopsilla areolata Bergh, 1880
- Doriopsilla leia Er. Marcus, 1961: aceptado como Doriopsilla pharpa Er. Marcus, 1961
- Doriopsilla nigromaculata (Cockerell, 1905) aceptado como Dendrodoris nigromaculata (Cockerell, 1905)
- Doriopsilla pusilla Pruvot-Fol, 1951 aceptado como Doriopsilla areolata Bergh, 1880
- Doriopsilla rarispinosa Pruvot-Fol, 1951 aceptado como Doriopsilla areolata Bergh, 1880

## Galería

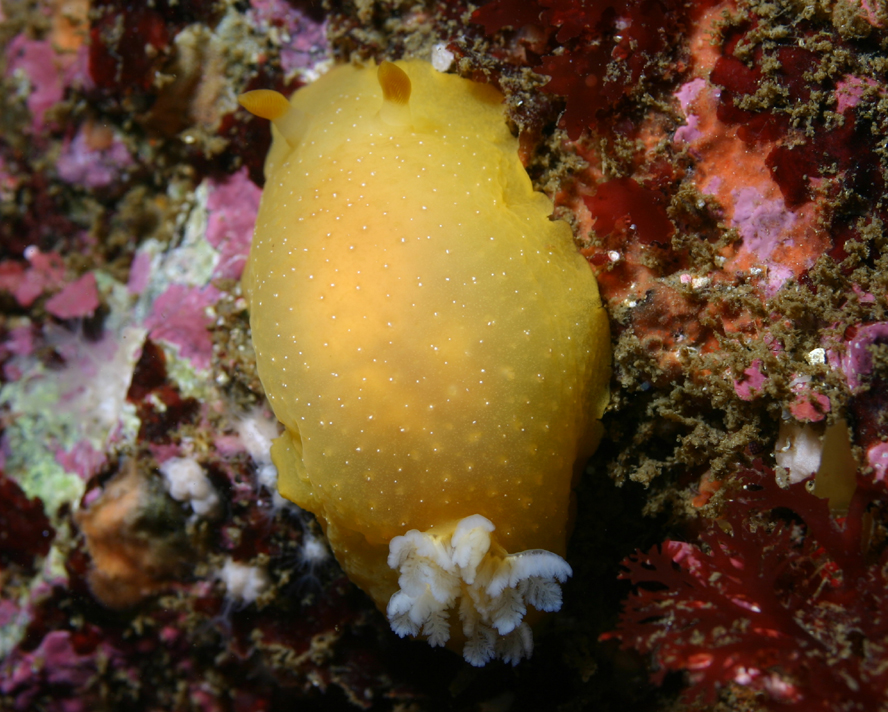
Doriopsilla albopunctata
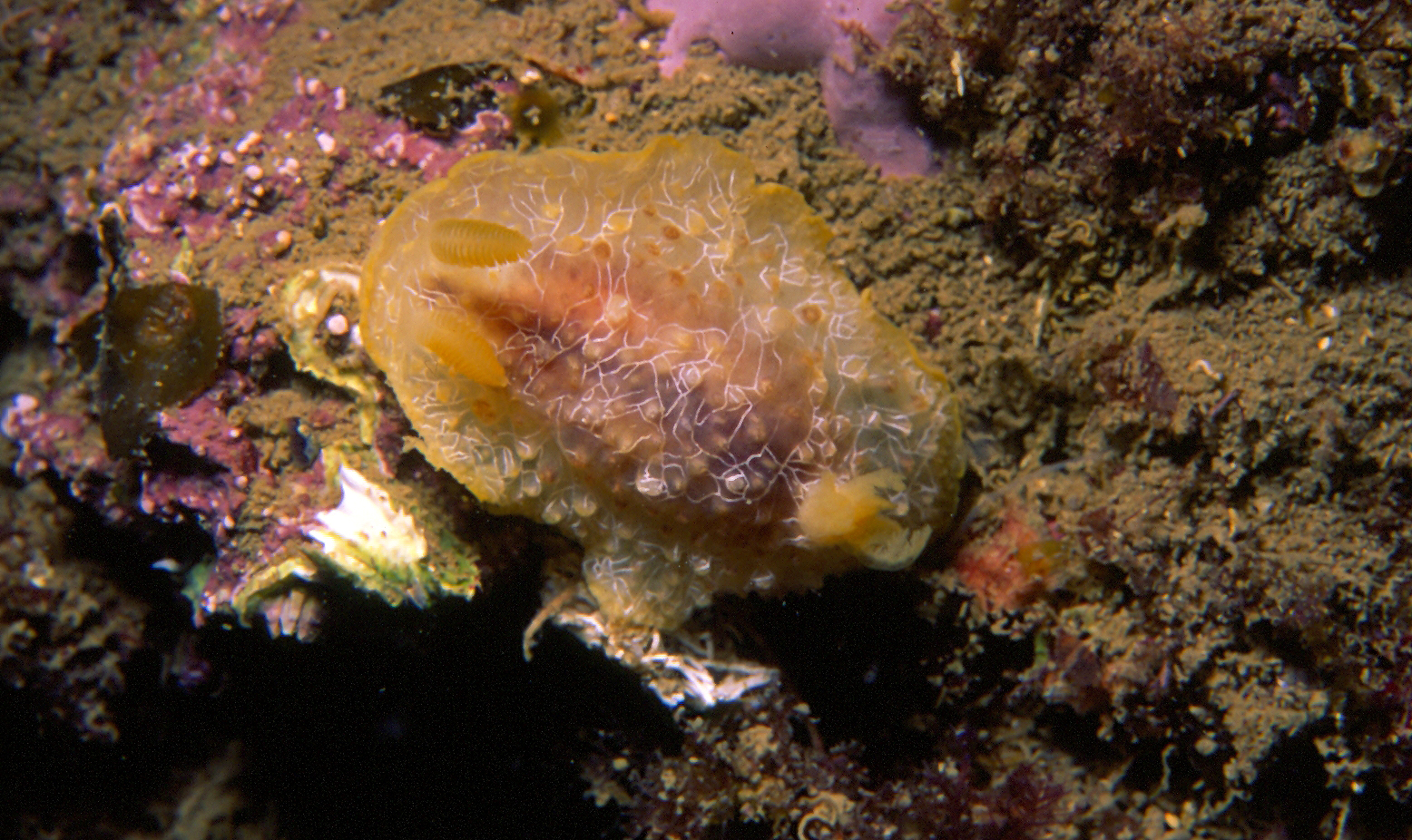
Doriopsilla areolata
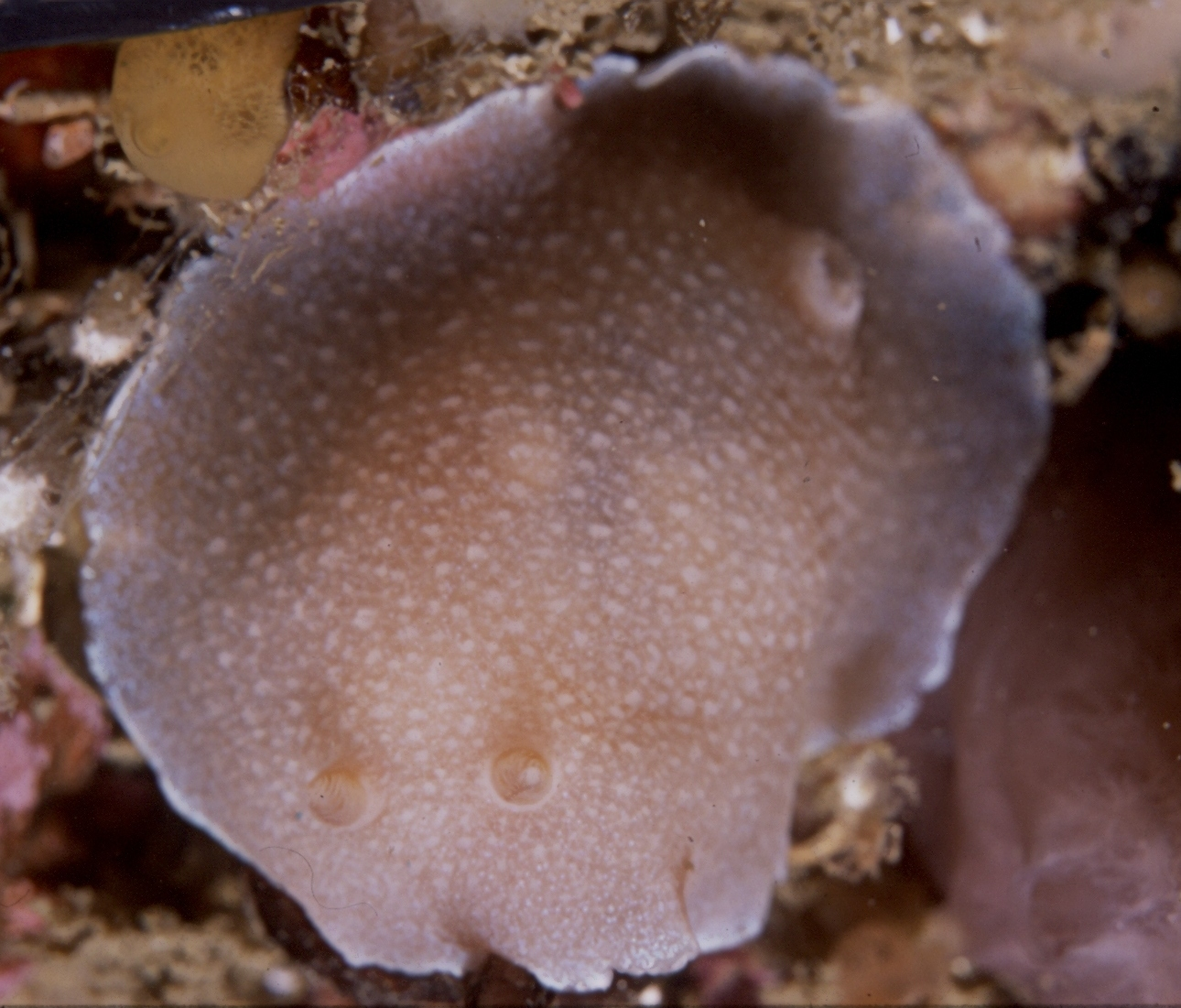
Doriopsilla capensis
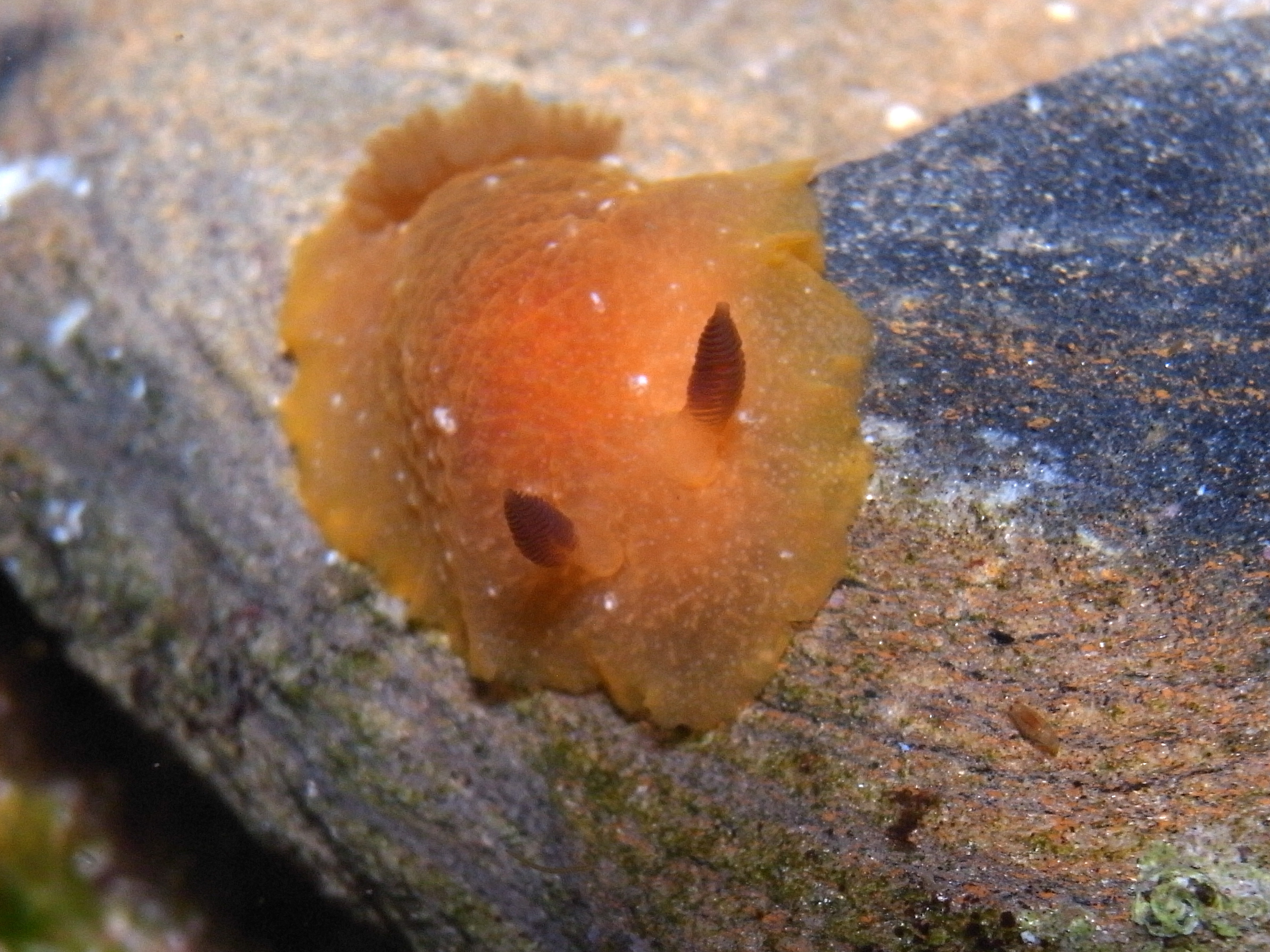
Doriopsilla carneola
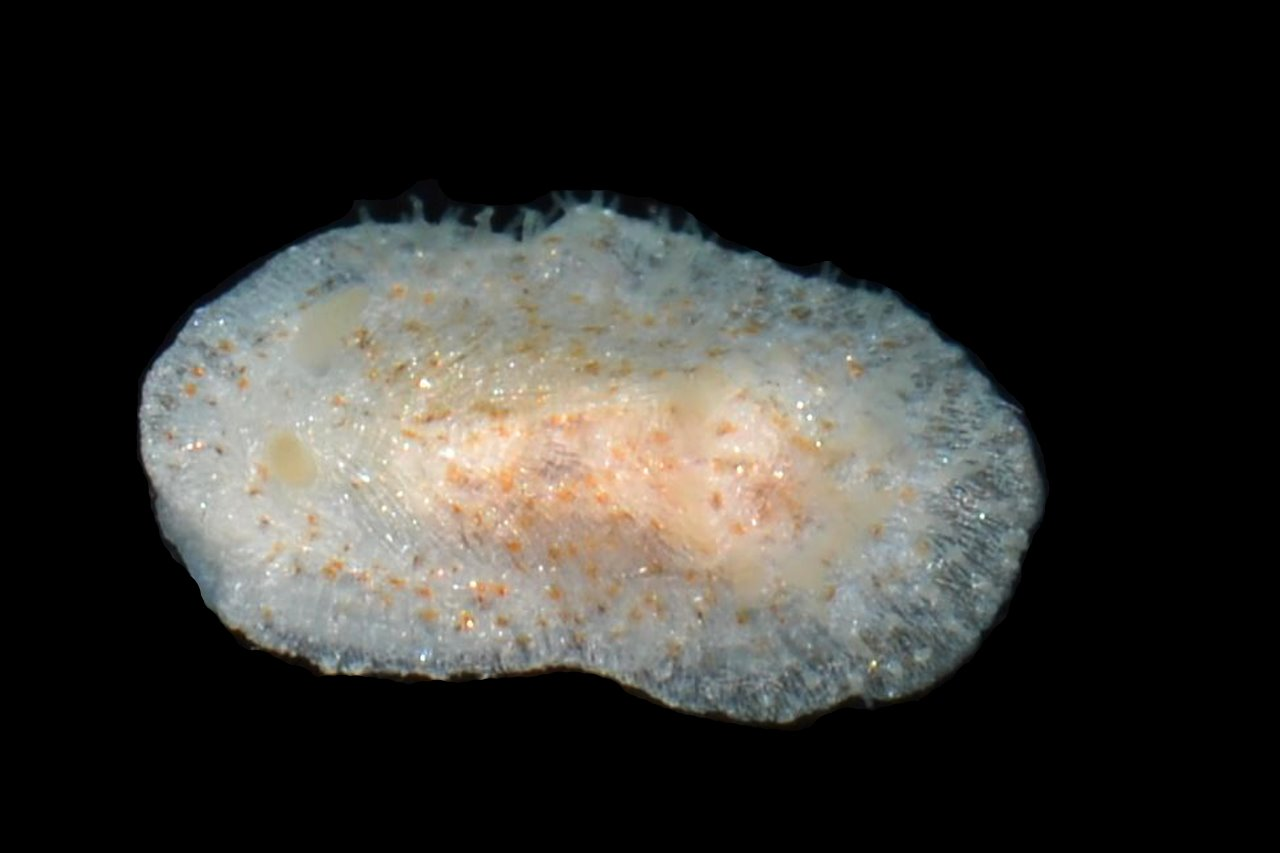
Doriopsilla espinosai
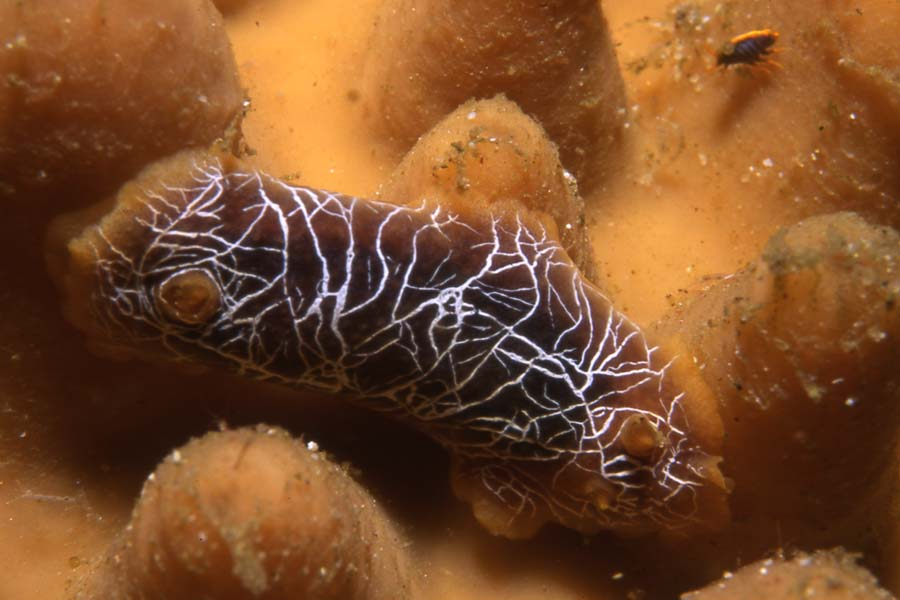
Doriopsilla miniata
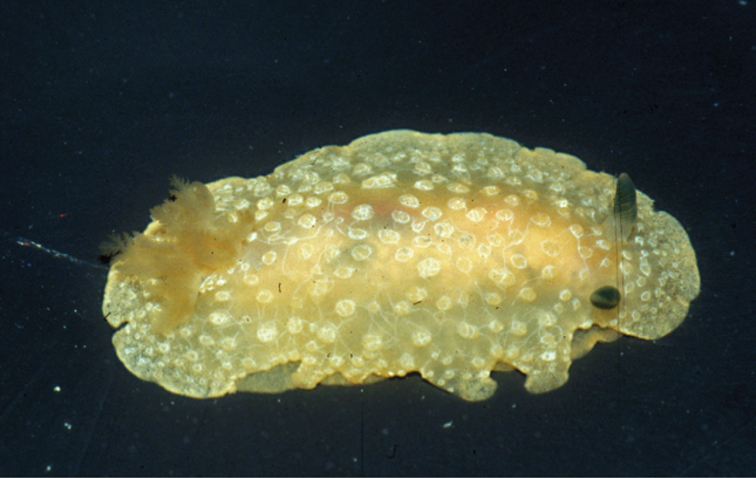
Doriopsilla nigrocera